# Gaius Fabius Ambustus (Konsul 358 v. Chr.)
Gaius Fabius Ambustus entstammte der römischen Adelsfamilie der Fabier und war 358 v. Chr. Konsul.

## Leben
Gaius Fabius Ambustus gelangte späteren Überlieferungen zufolge 358 v. Chr. gemeinsam mit Gaius Plautius Proculus zum Konsulat. Fabius führte gegen die Tarquinienser Krieg, war dabei aber unvorsichtig und erlitt eine Niederlage. Diese war zwar nicht allzu dramatisch, aber zahlreiche Römer (angeblich 307) wurden gefangen, nach Tarquinii gebracht und dort als Opfer für die Götter hingerichtet. Vier Jahre später rächte sich dafür der Konsul Marcus Fabius Ambustus, der vielleicht ein Bruder des hier behandelten Fabius war, indem er nach einem römischen Sieg zahlreiche adlige Tarquinienser in Rom töten ließ. 356 v. Chr. soll es laut dem römischen Annalisten Titus Livius acht Interreges zur Leitung der Konsulwahlen gegeben haben, deren Namen der Historiker Friedrich Münzer für unhistorisch hält; darunter wird auch ein Gaius Fabius genannt.